# Festival interceltique de Lorient 1973
La 3e édition du Festival interceltique des Cornemuses de Lorient se déroule du 30 juillet au 5 août 1973. Il accueille des musiciens venus de Bretagne, d'Ecosse, d'Irlande, du pays de Galles, de Cornouailles et de l'île de Man.
Nouveauté de cette édition, des concours de chant breton sont organisés au palais des congrès dans le cadre du Kan ar Bobl créé par Polig Monjarret.
Parmi les nombreuses autres manifestations, on trouve : 
- Le Championnat national des bagadoù, place de l'Hôtel de Ville, remporté par le bagad Bleimor et la Kevrenn Brest Sant Mark ex æquo[4].
- Concours de sonneurs par couple dans les jardins de la place Jules Ferry .
- Baleadenn Veur, le grand défilé folklorique des bagadoù, cercles celtiques et délégations venues d'Ecosse, d'Irlande et du pays de Galles à travers les rues de la ville (2 500 participants).
- Le « Triomphe des sonneurs », défilé dans rues de Lorient.
- « Soirée folklorique » place de l'Hôtel de Ville, avec bagadoù et cercles celtiques (1 500 participants).
- « Festival interceltique », place de l'Hôtel de Ville avec le Bagad de Lann Bihoué, le Bagad Kemper, le cercle de Quimper, le Dysart and Dundonald Pipe Band (en) et Valle dei Templi (musique, chœurs et danses de Sicile).
- « Soirée Irlande-Bretagne », avec concerts de The Dubliners, Yann-Ber ha Mikael et Dir Ha Tan, au Palais de Congrès.
- « Cotriade monstre »  au Palais de Congrès, animée par Youenn Gwernig, Michel Tonnerre, le bagad Bleimor, les Meuniers de Vannes, Ar Bleizi Ruz, Daniel O'Dowd (uillean pipe), Paotred an Oriant, les sœurs Coulouarn et Kouerien Sant-Yann.
- Concert de la chanteuse Brenda Wootton avec un chœur d'hommes de Cornouailles[5].
- « Concert spirituel de musique celte » à l'Eglise St-Louis, avec Jean-Claude Jégat et Louis Yuel (orgue et bombarde), la chanteuse Zaïg Monjarret accompagnée par Bernad Pichard et Gérard Rio, et Margaret et Sean O' Briain.
- « Soirée Kan ar Bobl (folk song) » au Palais de Congrès avec Ceoltóirí an Caisleán, The McCalmans (en), Youenn Gwernig, Ar Bleizi Ruz, Margaret O' Briain, Daniel O'Dowd, Mme Le Veve et Lomig Doniou (Kan ha diskan).
- « Fest Noz Braz » place de l'Hôtel de Ville.
- Messe en breton à l'Eglise St-Louis.
- « Jeux des nations celtes » : compétitions de cyclisme, football, tennis, tir à la corde, Highland games et jeux d'échecs au Parc des sports.
- Grand tournoi de lutte bretonne place d'Alsace-Lorraine.
- « Fête du poisson », cotriade et cabaret breton tous les soirs dans 8 restaurants et brasseries du port de pêche de Keroman.
- Grand feu d'artifice sur le bassin à flot.

## Discographie
Un disque 33 tours vinyle est enregistré au cours du festival.
- 1973 : Chants et Danses de Bretagne, d'Ecosse et d'Irlande - Festival Interceltique des Cornemuses, Lorient (Philips)| No  | Titre                                               | Durée |
| --- | --------------------------------------------------- | ----- |
| 1.  | Irish Dance - The Dubliners                         |       |
| 2.  | The Mingally Boat Song - The MacCalmans             |       |
| 3.  | La Maraichine - Les Kouerien Saint-Yann             |       |
| 4.  | A Tri Anjelus - Les Kouerien Saint-Yann             |       |
| 5.  | Dans Plin - Ar Bleizi Ruz                           |       |
| 6.  | Gavotte des montagnes - Les sœurs Koulouarn         |       |
| 7.  | Whiskey in the Jar - The MacCalmans                 |       |
| 8.  | Lament Staker Wallace - Daniel O'Dowd, uillean pipe |       |
| 9.  | Gavotten Ar Menez - Un couple de sonneurs           |       |
| 10. | Caisleain An Dromma Oir - Margaret O'Brien          |       |
| 11. | An Dro - Ar Bleizi Ruz                              |       |
| 12. | Reels - The Dubliners                               |       |